# Џејмс Гозлинг
Џејмс Артур Гозлинг (енгл. James Arthur Gosling; Калгари, 19. мај 1955) канадски је програмер. Познат је као аутор програмског језика Java.

## Образовање и каријера
Године 1977. дипломирао је из области рачунарства на Универзитету у Калгарију. Докторирао је 1983. на Универзитету Карнеги Мелон, такође из области рачунарства, а наслов његове доктрорске дисертације је гласио „Алгебарска манипулација ограничења”. Његов ментор на докторату је био Раџ Реди. Док је радио докторат, написао је једну верзију текстуалног едитора, који се звао Гозлинг Емакс и био је намењен за Unix оперативне системе, а пре него се придружио фирми Sun Microsystems, изградио је мултипроцесорску верзију Unix-, као и неколико компајлера и система електронске поште за пословне кориснике.
Од 1984. до 2010. радио је за Sun Microsystems. Познат је као аутор програмског језика Java. Дана 2. априла 2010. напустио је Sun Microsystems, којег је купила Oracle Corporation. Разлог одласка је написао на свом блогу, у којем каже: „Све што могу да кажем је, ако бих био искрен и говорио истину, учинио бих више штете него користи.” Откако је Oracle преузео Sun Microsystems, имао је веома критички однос према њему у интервјуима.
Дана 28. марта 2011. објавио је на свом блогу да је ангажован у радни однос за Google. Наводи се да је постао саветник предузећа Typesafe која користи програмски језик , а која је покренута у мају 2011.

## Доприноси
Сматра се изумитељем програмског језика . Креирао је оригинални дизајн језика и имплементирао његов оригинални компајлер и виртуалну машину. За ово постигнуће изабран је за спољњег сарадника националне инжењерске Академије САД. Доста је допринео и неколицини других софтверских система, као што су NeWS и Gosling Emacs. Коаутор је „пакет” програма, услужног програма детаљно описаног у књизи Брајана Кернигена и Роба Пајка Програмско окружење за Unix.

## Признања
- 2007: Постао је официр реда Канаде.[7] Ред Канаде је највише цивилно признање. Официри су други по редоследу.

## Приватни живот
Ужива у аматерском кувању и животу у Редвуд Ситију, који је на пола пута између Сан Франциска и Сан Хозеа. Ожењен је са супругом Џуди и има две кћерке, Кејт и Келси.